# Louise Thérèse de Montaignac

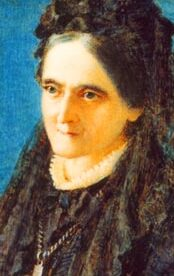
Louise-Thérèse de Montaignac

Louise Thérèse de Montaignac de Chauvance (* 14. Mai 1820 in Le Havre-de-Grâce, Frankreich; † 27. Juni 1885 in Montluçon, Frankreich) war die Gründerin der Oblatinnen des Heiligsten Herzens Jesu und wurde 1990 von der katholischen Kirche seliggesprochen.

## Leben
Von Jugend an pflegte sie eine glühende Verehrung des Heiligsten Herzens Jesu und des Altarsakramentes. Mit 16 Jahren gelobte sie ewige Jungfräulichkeit. Im Jahr 1852 öffnete sie in Montluçon ein Waisenhaus. Sie las die Werke von Teresa von Ávila und wollte zeitweise in den Karmel eintreten. Schließlich gründete sie jedoch die fromme Vereinigung der Oblatinnen des Heiligsten Herzens Jesu. Ab dem Jahr 1852 war sie gehunfähig. Im Jahr 1879 gründete sie eine Vorbereitungsschule für spätere Priesteramtskandidaten.
Louise Thérèse wurde am 4. November 1990 von Papst Johannes Paul II. seliggesprochen. Ihr Gedenktag in der Liturgie ist der 27. Juni.